# Ramularia schulzeri
Ramularia schulzeri är en svampart som beskrevs av Bäumler 1888. Ramularia schulzeri ingår i släktet Ramularia och familjen Mycosphaerellaceae.   Inga underarter finns listade i Catalogue of Life.
Arten är uppkallad efter Stephan Schulzer von Müggenburg.